# Maison forte de Chanaz
La maison forte de Chanaz dite Grande Maison de Boigne (ou « Grand'Maison ») est une ancienne maison forte du XIIIe remaniée au XVIIe siècle, qui fut centre de la seigneurie de Chanaz, élevée en marquisat, et qui se dresse dans la commune de Chanaz dans le département de la Savoie en région Auvergne-Rhône-Alpes.
La maison de Boigne, les façades et les toitures, la terrasse, le four à pain, l'escalier intérieur à volées droites, les trois cheminées, font l’objet d’une inscription partielle au titre des Monuments historiques depuis le 22 août 1980.

## Localisation
L'ancienne maison forte, qui abrite aujourd'hui les services de la mairie de la commune, se dresse au cœur du bourg, à une cinquantaine de mètres du canal de Savières.

## Historique
La maison forte, qui date du XIIIe siècle, est au XVe siècle la possession de la famille de Mareste ; André de Mareste, le 28 mars 1442 acquiert des biens à Chanaz. François de Mareste, son fils, reconnaît, en 1486, la maison forte.
En 1507 vit en la maison forte Claude de Mareste, seigneur d'Apremont et de Silans. Entre-temps, Claude de Mareste-Chevelu acquiert, en 1529, du noble François Savoye, la maison forte de La Court à Chanaz.
En 1598, Alexandre de Médicis, cardinal et légat du pape, venu pour signer la paix de Vervins, y fait halte et y reçoit le duc de Savoie.
La famille de Mareste, marquis de Lucey et seigneurs de Chanaz, conservera la Grande Maison jusqu'en 1744. Françoise Vulliet de la Saunière, veuve de Louis de Mareste, marquis de Lucey, la cède, à cette date, à Jean-Baptiste Muffat, comte de Saint-Amour et de Rossillon, marquis de Thônes. Pierre-Ferdinand de la Saunière, son fils, consigne, en 1779, la seigneurie, et reçoit, le 17 mars 1786, le marquisat de Chanaz. Lui succède son fils, dom Charles-François de la Saunière (†1825), et son petit-fils Édouard de la Saunière (°1816), marquis de Chanaz, mort à Turin. La famille de la Saunière partit s'installer au Piémont, et le domaine échoit à la famille de Boigne, déjà propriétaire du château de Lucey.
Au début du XIXe siècle, la demeure hébergea les carabiniers royaux, puis, après le rattachement de la Savoie à la France, abrita l'école primaire de garçons tout en logeant son instituteur. À la fin du siècle, le domaine figurait comme l'aire vive du bourg, où se pratiquaient les vendanges, le battage du blé, et l'élevage de vers à soie.
En 1969, après avoir été délaissée pendant de longues années, la maison de Boigne devint propriété de la commune et, à la suite d'importants travaux de restauration, remplaça en 1988 l'ancienne mairie.

## Description
La Grande Maison de Boigne se présente sous la forme d'une grosse maison carrée, haute de trois étages sur rez-de-chaussée. Construite en pierre avec un toit à quatre pans couvert de tuiles vieilles, elle conserve de l'époque médiévale une porte en tiers-point du XIIIe. La façade, qui a été refaite au XVIIe siècle, a gardé une porte du XIIIe siècle, ainsi que des fenêtres à meneaux datées du XVIe siècle.
Par ailleurs se dressent dans les jardins de la maison le pigeonnier (aujourd'hui désaffecté) et, un peu en contrebas, le four à pain, autrefois utilisé par toutes les familles du bourg, et qui fonctionne encore.